# 沈傲君
沈傲君（1976年9月29日—），中国大陆女演员，本名赵燕，满族，父母分别是辽宁昌图和丹东人，生长于哈尔滨。因百事可乐广告而出道。1995年考入上海电视台小荧星艺术学校学习影视专业，1997年8月以优异成绩毕业选送到上海电视台小荧星艺术团为演员。2013年凭电影《胡巧英告状》获第16届上海国际电影节之第10届电影频道传媒大奖最佳女主角奖。 2014年4月30日再次凭借影片《胡巧英告状》 荣获第14届电影频道电影百合奖优秀女演员奖。这是她演了15年的电视剧后获得的首个影后头衔。

## 作品

### 电视剧
- 2000年 《天地传说之宝莲灯》饰演：踏雪
- 2000年 《真情告白》饰演：小燕
- 2000年 《难得有情人》饰演：包菁菁
- 2001年 《大唐情史》饰演：李世民十七公主高阳公主
- 2002年 《少年四大名捕》饰演：诸葛青青
- 2002年 《关西无极刀》饰演：梅娘
- 2002年 《壮志雄心》饰演：刘可可
- 2002年 《神医喜来乐》饰演：“食为天”饭馆老板“赛西施”
- 2003年 《首任台湾巡抚刘铭传》饰演：刘之义女淑婷
- 2003年 《不可触摸的真情》（又名：真情无价）饰演：美惠子
- 2004年 《大宋提刑官》饰演：柳絮儿
- 2004年 《天下第一媒婆》饰演：德宁公主（化名花喜儿）
- 2004年 《早春二月》饰演：文嫂
- 2004年 《青天衙门》饰演：石傲霜
- 2004年 《凌云壮志包青天》饰演：丽贵妃
- 2004年 《高考时光》（又名：男生女生）饰演：郑瑾
- 2005年 《玉碎》饰演：赵怀玉
- 2005年 《伏魔录》（又名《青天衙门Ⅱ》）饰演：李慧娘
- 2005年 《盐亨》饰演：苏柳青
- 2006年 《北魏冯太后》（又名：大漠朝阳）饰演：花木兰
- 2006年 《楚汉风云》饰演：曹女
- 2006年 《旗袍》饰演：沈诗语（客串）
- 2006年 《暴雨梨花》饰演：温柔（客串）
- 2007年 《子夜》饰演：林佩瑶
- 2007年 《我们俩的婚姻》饰演：秦芳
- 2007年 《金婚》饰演：李天骄
- 2007年 《爱情烘焙屋》饰演：安如
- 2007年 《霓虹灯下的哨兵》饰演：夏梦瑶
- 2008年 《父亲的战争》饰演：冉幺姑
- 2008年 《都叫我三妹》饰演：姚三美
- 2008年 《潜伏》饰演：左蓝
- 2009年 《网球王子2》饰演：华村
- 2013年 《西藏秘密》饰演：次仁德吉
- 2014年 《温暖的日子》(用一生去爱你) 饰演：秦珍[1]
- 2014年 《产科医生》饰演：
- 2014年 《历史转折中的邓小平》饰演：邓楠
- 2015年 《大舜》饰演：握登

### 电影
- 《胡巧英告状》饰演：胡巧英
- 《月夜歌声》饰演：光慈
- 《风雨上海滩》饰演：毛岸青
- 《鲁迅》饰演：杨小佛
- 1999年 《流星雨》
- 2000年 《千年等一天》饰演：林晓天
- 2000年 《夏日嬷嬷茶》饰演：yoyo
- 2001年 《我心不死》 饰演：Maggie
- 2004年 《大汉风》饰演：曹女
- 电视电影：《爱情星期天》饰演：贝贝

### 舞台剧
- 《常回家看看》饰斌斌
- 《烛光灿烂》饰宾宾

### 主持
- 2002年 第35届亚行年会开幕式节目主持人

### 广告
- 麦当劳
- 六神沐浴露
- 龙凤包子
- 阿里斯顿热水器
- 陆陆牌兄弟泥螺
- 佑康汤圆
- 炮天红酒
- 蒙牛随变冰淇淋

### 代言
- 菲克旅游鞋形象人
- 巴黎奥美姿天然植物化妆品代言人

### MV
- 卢秀梅独唱《团聚》得银奖。